# Блискавка МакКвін
Монтгомері «Блискавка» МакКвін — антропоморфний гоночний автомобіль, головний герой мультфільму «Тачки», «Тачки 3» та герой мультфільму «Тачки 2». В основному до героя звертаються «Блискавка», «МакКвін», а також «Наклейка» (так його назвала Саллі у «Тачках» через відсутність у Блискавки передніх фар - замість них у МакКвіна були наліпки). Герой мультфільмів із серії «Байки Сирника», «Тачки на дорозі», мультфільму «Сирник та північне світло».

## Характеристика
У першій частині «Тачок» Блискавка МакКвін діє як егоїстичний і самозакоханий претендент на Кубок Великого Поршня. Впродовж мультфільму він усвідомлює свої помилки і починає зважати на почуття і думки інших.

## Прототип
Блискавка МакКвін має вигляд автомобіля із перегонів NASCAR — суміш Chevrolet Corvette серій C1 та C6. Під кінець мультфільму «Тачки» МакКвін розмальований у стилі Chevrolet Corvette C1.

## Походження імені
Головний герой мультфільму Pixar названий на честь Глена МакКвіна (Glenn McQueen, 1960—2002), канадського аніматора Pixar та PDI, який помер від меланоми 29 жовтня 2002 року, під час роботи над фільмом «У пошуках Немо», який потім також був присвячений йому.

## Український дубляж
В українській версії мультфільмів «Тачки» і «Тачки 2» МакКвіна озвучує Остап Ступка.